# Дайм
Дайм (англ. dime) — монета достоинством в 10 центов, или одну десятую доллара США. Дайм является самой маленькой (как по толщине, так и по диаметру) из всех монет, выпускаемых в настоящий момент в США. На аверсе монеты изображён портрет Франклина Д. Рузвельта, 32-го президента США, на реверсе изображены факел, дубовая и оливковая ветви поверх девиза «Из многих — единое», написанного на латыни. В валютном эквиваленте дайм равнозначен «одному дайму» с тех пор, как термин «дайм» применяется к единице валюты достоинством в 10 центов или 1/10 доллара.
Выпуск дайма был утверждён Монетным актом от 1792 года, а чеканка начата в 1796 году. До 1946 года на лицевой стороне монет изображались женская голова, символизирующая Свободу, до 1837 — орёл на оборотной стороне. C 1837 до 1891 года дайм выпускался с изображением «сидящей Свободы». В 1892 году изображение женской головы Свободы вновь появилось на дайме и по имени гравёра он известен как дайм Барбера. Реверс двух последних описанных выпусков изображали слова «один дайм», окружённые различными венками. В 1916 году на дайме была изображена Свобода (работа Адольфа Александра Вейнмана, модель — актриса Одри Мэнсон) с крыльями у головы, такая монета получила прозвище дайм «Меркурий» по аналогии с крыльями бога торговли; на оборотной стороне изображались фасции. Большинство изменений дизайна было сделано в 1946 году.
Состав и диаметр дайма изменялся с его выпусками. Самый первый дайм был 19 мм диаметром, но его изменили до современного размера в 17,91 мм в 1828 году. Состав (первоначально 89,24 % серебра и 10,76 % меди оставался неизменным до 1837 года, когда его изменили на 90 % серебра и 10 % меди. Даймы из серебра выпускались до 1964 года включительно. Начиная с 1965 года и по сегодняшний день они чеканятся из плакированного медно-никелевого сплава.
Термин dime происходит от французского слова disme (в современном французском пишется как dîme), обозначающего «десятина» или «десятая часть», от латинского decima (десятая часть). Этот термин появился на ранних образцах монет, но не использовался ни в одном выпуске даймов до 1837 года.

## Общая история
Первое предложение о выпуске десятичной валюты в Соединённых Штатах было сделано в 1783 году Томасом Джефферсоном, Бенджамином Франклином, Александром Гамильтоном и Дэвидом Риттенхаузом. Гамильтон, первый секретарь национального казначейства, в своём отчёте Конгрессу предложил выпуск шести таких монет в 1791 году. Среди этих шести монет была серебряная монета, «которая должна была быть по весу и значению в одну десятую часть серебряного веса или доллара». Он предложил назвать новую монету «десятой частью».
Монетный акт, вышедший 2 апреля 1792 года, разрешил выпуск «disme» в 1/10 часть серебряного веса и нарицательной стоимости доллара. Состав disme был утверждён в 89,24 % серебра и 10,76 % меди. В 1792 году было отчеканено ограниченное число disme, но в публичное обращение они так и не поступили. Некоторые из этих монет были отчеканены из меди, — это указывало, что монеты 1792 года фактически были образцами монет. Первые даймы, выпущенные в обращение, не появлялись до 1796 года из-за нехватки заявок на монеты и производственных проблем монетного двора Соединённых Штатов.
Первоначально дайм, теперь называемый как «Draped Bust» (то есть с прикрытым бюстом), не имел отметок, указывающих на номинал монеты. Следующий тип монеты — «Capped Bust» (с изображением на аверсе женщины символизирующей Свободу во фригийском колпаке) начал чеканиться в 1809 году. На этих монетах находилась отметка «10 C.». Выпуск даймов вначале был не постоянным, «Draped Bust» не выпускался в 1799 и 1806 годах, а «Capped Bust» дайм в период с 1809 по 1820 выпускался лишь в 1809, 1811, 1814 и 1820 годах. Начиная с 1827 года дайм чеканился практически каждый год, однако в некоторых годах небольшими тиражами.
В 1837 году был выпущен новый тип дайма — с изображением сидящей Свободы на аверсе. При этом были сделаны изменения в диаметре дайма и содержании серебра. Дайм с сидящей Свободой выпускался 54 года — самый большой отрезок времени для любого дизайна. В 2001 году этот своеобразный рекорд длительности превзошёл дайм с изображением Рузвельта (на 2001 год «дайм Рузвельта» просуществовал 55 лет).
С 1892 по 1916 годы чеканился дайм Барбера. Особого внимания заслуживает дайм Барбера 1894—S (отчеканенный на монетном дворе Сан-Франциско), так как является одной из самых дорогих монет в мире. Всего на монетном дворе Сан-Франциско в 1894 году (о чём свидетельствует буква «S» на реверсе) было отчеканено 24 дайма Барбера состояния «пруф». Из них на сегодняшний день известно всего лишь о 9. Руководитель монетного двора Сан-Франциско распорядился отчеканить столь редкий тираж монет. Из них он дал своей дочери 3 экземпляра и сказал хранить до тех пор, пока она не достигнет его возраста, а затем продать. По пути домой на одну из монет она купила себе мороженое. Этот экземпляр известен как англ. Ice Cream Specimen. Оставшиеся 2 монеты она продала в 1950 году.
В 2007 году дайм Барбера 1894—S был продан анонимному коллекционеру за $1,9 млн. 7 марта 2005 года одна из этих монет была продана на аукционе за $1,3 млн.
Дайм с дизайном Барбера был заменён в 1916 году изображением Свободы с крыльями на голове, более известным как дайм «Меркурий». Изображение на аверсе дайма часто принимали за римского бога Меркурия, но фактически это было рисунком Свободы (все другие даймы, за исключением дайма с портретом Рузвельта, также изображали Свободу). Дайм «Меркурий» считается одним из наиболее привлекательных среди всех монет США и высоко ценится коллекционерами.
Дайм «Меркурий» был заменён в 1946 году даймом Рузвельта с изображением в честь президента Франклина Д. Рузвельта, умершего в апреле 1945 года. Изображение Рузвельта было помещено именно на монету в 10 центов, в связи с его вкладом в учреждение национального фонда помощи больным полиомиелитом, который вначале полушутливо, а затем и официально именовался «Маршем даймов». Массовая рассылка писем с призывами к населению «Пожертвовать дайм» привела к появлению этого термина. В 1965 году после отмены серебряного стандарта 10-центовые монеты стали чеканиться из медно-никелевого сплава (как и монеты в четверть доллара а, с 1971 года и полдоллара). В настоящее время в обороте находится плакированный дайм Рузвельта, и никаких существенных изменений в дизайне монеты не планируется. В 2003 года республиканцами Конгресса была сделана попытка замены изображения Рузвельта на президента Рональда Рейгана, но эта идея не получила развития.
Рубчатый гурт современного дайма остался от ранних дизайнов монеты. Рубчатым он был сделан у золотых и серебряных монет для защиты от подделок и мошенников, которые спиливали грани напильником, чтобы затем продавать стружку драгоценного металла. В настоящее время монеты из драгоценных металлов не чеканятся для обращения, тем не менее, ребристые грани продолжают использовать и в чеканке монет большого достоинства — это делается для людей с ослабленным зрением, определяющим монеты на ощупь. В современном дайме 118 граней.

## История дизайна
Начиная с 1796 года дайм выпускали шести различных основных типов. Название каждого типа указывает на дизайн аверса дайма, за исключением дайма Барбера.
- «Draped Bust» (с покрытым одеждой бюстом), 1796–1807.
- «Capped Bust» (бюст с покрытой головой), 1809–1837.
- «Seated Liberty» (сидящая Свобода), 1837–1891.
- Барбера, 1892–1916.
- Дайм «Меркурий» (Свобода с крыльями на голове), 1916–1945.
- Рузвельт, 1946 — настоящее время.

С 1796 до 1837 годы даймы состояли из 89,24 % серебра и 10,76 % меди, так как требовалось, чтобы внутренняя ценность монет не превышала их номинальную стоимость. Состав был немного изменён в 1837 году с выпуском дайма «Сидящая Свобода» — в нём содержание серебра было увеличено до 90 %, а меди уменьшено до 10 %. Для поддержания внутренней ценности нового дайма его диаметр был изменён с 18,8 мм до его текущего размера в 17,9 мм.
С выходом Монетного акта 1965 года и отменой серебряного стандарта, даймы чеканить из 75 % меди и 25 % никеля. С 1992 года Монетный двор США начал ежегодный выпуск комплектов серебряных монет, которые включают в себя даймы составом стандарта до 1965 года из 90 % серебра и 10 % меди. Эти наборы предназначены исключительно для коллекционеров и не предусматривают хождение в денежном обороте.

## Типы 10-центовых монет
| Первые десятицентовые монеты США | |                               |             |                                  |          |       |        |
| Дата выпуска | Металл | Масса общая, г                | Диаметр, мм | Тираж (пруф), шт.                | Гурт     | Аверс | Реверс |
| 1796–1807 | 89,24 % Ag и 10,76 % Cu | 2,7                           | 19,8        | около 450 000                    | рубчатый |       |        |
| Аверс: изображение Свободы. Реверс: белоголовый орлан — геральдический символ США Гравёр: Роберт Скот Чеканка: монетный двор Филадельфии. | |                               |             |                                  |          |       |        |
| Десять центов с бюстом Свободы в колпаке | |                               |             |                                  |          |       |        |
| Дата выпуска | Металл | Масса общая, г                | Диаметр, мм | Тираж, шт.                       | Гурт     | Аверс | Реверс |
| 1809–1837 | 89,25 % Ag и 10,75 % Cu | 2,7                           | 18,8        | около 11 миллионов               | рубчатый |       |        |
| Аверс: изображение Свободы во фригийском колпаке — символе революции. Реверс: белоголовый орлан — геральдический символ США Гравёр: Джон Райх (англ. John Reich) Чеканка: монетный двор Филадельфии. | |                               |             |                                  |          |       |        |
| Дайм с сидящей Свободой | |                               |             |                                  |          |       |        |
| Дата выпуска | Металл | Масса общая, г                | Диаметр, мм | Тираж, шт.                       | Гурт     | Аверс | Реверс |
| 1837–1891 | 90 % Ag и 10 % Cu | в разные годы от 2,5 до 2,7   | 17,9        | около 250 миллионов экземпляров  | рубчатый |       |        |
| Аверс: изображение женщины, символизирующей Свободу Реверс: венок из оливковых ветвей, пучков пшеницы и початков кукурузы. Гравёр: Аверс — Томас Салли с модификациями Кристиана Гобрехта, Роберта Хьюгса и Джеймса Лонгакра. Реверс — Джеймс Лонгакр Чеканка: монетный двор Филадельфии, Нового Орлеана, Карсон-Сити и Сан-Франциско.             | |                               |             |                                  |          |       |        |
| Дайм Барбера | |                               |             |                                  |          |       |        |
| Дата выпуска | Металл | Масса общая, г                | Диаметр, мм | Тираж, шт.                       | Гурт     | Аверс | Реверс |
| 1892–1916 | 90 % Ag и 10 % Cu (1836–1839) | 2,5                           | 17,9        | более 500 миллионов              | рубчатый |       |        |
| Аверс: изображение, символизирующее Свободу. Реверс: венок из оливковых ветвей, пучков пшеницы и початков кукурузы Гравёр: Чарльз Барбер Чеканка: монетный двор Филадельфии, Нового Орлеана, Денвера и Сан-Франциско. | |                               |             |                                  |          |       |        |
| Дайм «Меркурий» | |                               |             |                                  |          |       |        |
| Дата выпуска | Металл | Масса общая, г                | Диаметр, мм | Тираж, шт.                       | Гурт     | Аверс | Реверс |
| 1916–1945 | 90 % Ag и 10 % Cu | 2,5                           | 17,9        | более 2 миллиардов 670 миллионов | рубчатый |       |        |
| Аверс: изображение Свободы во фригийском колпаке с крыльями Реверс: пучок фасций, клинок топора и 2 оливковые ветви. Фасции смволизируют государственное и национальное единство, клинок топора — готовность защитить себя, а оливковые ветви — желание мира Художник: Адольф Вайнман Чеканка: монетный двор Филадельфии, Денвера и Сан-Франциско. | |                               |             |                                  |          |       |        |
| Дайм с изображением Рузвельта | |                               |             |                                  |          |       |        |
| Дата выпуска | Металл | Масса общая, г                | Диаметр, мм | Тираж, шт.                       | Гурт     | Аверс | Реверс |
| 1946 — настоящее | 1946–1964 — 90 % Ag и 10 % Cu 1965 — по сегодняшний день — 91,67 % Cu и 8,33 % Ni (также для коллекционеров чеканится относительно небольшой тираж серебряных монет) | 1946–1964 — 2,5 c 1965 — 2,27 | 17,9        | чеканится по сегодняшний день    | рубчатый |       |        |
| Аверс: изображение Франклина Рузвельта Реверс: оливковая ветвь, факел, дубовая ветвь — символы уважения, мира и победы. Гравёр: Джон Синнок Чеканка: монетный двор Филадельфии, Денвера и Сан-Франциско. В 1996 небольшой тираж был отчеканен на монетном дворе Вест-Пойнта.                                                                       | |                               |             |                                  |          |       |        |